# اس‌اس تینوالد (۱۹۳۶)
اس‌اس تینوالد (۱۹۳۶) (به انگلیسی: SS Tynwald (1936)) یک زیردریایی است که طول آن ۳۱۴ فوت ۶ اینچ (۹۵٫۹ متر) می‌باشد. این زیردریایی در سال ۱۹۳۷ ساخته شد.